# Ситара (Верона)
Ситара је насеље у Италији у округу Верона, региону Венето.
Према процени из 2011. у насељу је живело 2 становника. Насеље се налази на надморској висини од 625 м.